# Giải Turing
Giải thưởng A. M. Turing ACM là giải thưởng thường niên của Hiệp hội Máy điện toán cho cá nhân, tập thể có đóng góp quan trọng cho khoa học máy tính. Giải Turing được coi là giải thưởng cao quý nhất trong lĩnh vực khoa học máy tính và thường được gọi là "Giải Nobel Điện toán". Tính đến  năm 2025, 79 cá nhân đã được trao Giải thưởng Turing, gần đây nhất là Andrew Barto và Richard S. Sutton vào năm 2024.
Giải thưởng được đặt tên theo Alan Turing, một nhà toán học người Anh tại Đại học Manchester. Turing được ghi nhận là người sáng lập ngành khoa học máy tính lý thuyết, trí tuệ nhân tạo và có những đóng góp then chốt trong nỗ lực thám mã máy Enigma của Khối Đồng Minh trong Chiến tranh thế giới thứ hai.
Từ năm 2007 đến năm 2013, tiền thưởng của giải thưởng là 250.000 đô la Mỹ, do Intel và Google tài trợ. Từ năm 2014, tiền thưởng được tăng lên 1.000.000 đô la Mỹ, do Google tài trợ.
Người nhận Giải Turing đầu tiên là Alan Perlis vào năm 1966. Người nhận giải trẻ tuổi nhất là Donald Knuth khi mới 36 tuổi, trong khi người nhận giải già nhất là Alfred Aho ở độ tuổi 79. Chỉ có ba người phụ nữ được trao Giải Turing: Frances Allen (năm 2006), Barbara Liskov (năm 2008) và Shafi Goldwasser (năm 2012).

## Danh sách người nhận Giải Turing
| Năm  | Người nhận                                           | Đóng góp |
| ---- | ---------------------------------------------------- | --- |
| 1966 | Alan J. Perlis                                       | Cho những ảnh hưởng trong các kỹ thuật lập trình và xây dựng chương trình dịch |
| 1967 | Maurice V. Wilkes                                    | Giáo sư Wilkes được biết tới như là người thiết kế và xây dựng EDSAC, máy tính đầu tiên với hàm nội chứa (internally stored). Ông là đồng tác giả với Wheeler và Gill của tập sách "Preparation of Programs for Electronic Digital Computers" xuất bản 1951 |
| 1968 | Richard Hamming                                      | Cho các đóng góp về các phương pháp số, các hệ thống tự mã hóa, phát hiện và sửa lỗi sai |
| 1969 | Marvin Minsky                                        | Trí tuệ nhân tạo |
| 1970 | James H. Wilkinson                                   | Cho những nghiên cứu về phân tích số cho việc sử dung các máy tính số tốc độ cao, những đóng góp về Đại số tuyến tính và phân tích lỗi ngược |
| 1971 | John McCarthy                                        | Cho những đóng góp về Trí tuệ nhân tạo "The Present State of Research on Artificial Intelligence" |
| 1972 | Edsger W. Dijkstra                                   | Là người đóng góp chủ yếu cho ngôn ngữ lập trình ALGOL. Ông cũng nổi tiếng với thuật toán Dijkstra |
| 1973 | Charles W. Bachman                                   | Cho những đóng góp đáng chú ý của ông về công nghệ database |
| 1974 | Donald E. Knuth                                      | Với những cống hiến cho việc phân tích giải thuật và thiết kế ngôn ngữ lập trình, và đặc biệt với tác phẩm kinh điển Nghệ thuật lập trình "The Art of Computer Programming" |
| 1975 | Allen Newell và Herbert A. Simon                     | Với những đóng góp quan trọng cho chuyên ngành trí tuệ nhân tạo, tâm lý học về nhận thức chủ quan (psychology of human cognition), và xử lý chuỗi |
| 1976 | Michael O. Rabin và Dana S. Scott                    | Với bài báo "Finite Automata and Their Decision Problem" (Automat hữu hạn và bài toán quyết định) đã giới thiệu các ý tưởng về máy phi bất định nondeterministic machines, đã làm sáng tỏ rất nhiều khái niệm có giá trị. |
| 1977 | John Backus                                          | John Backus đã đóng góp nhiều công sức cho việc thiết kế các hệ thống ngôn ngữ lập trình bậc cao, tiêu biểu là FORTRAN, và các bài báo phôi thai cho các thủ tục hình thức của đặc tả các ngôn ngữ lập trình |
| 1978 | Robert W. Floyd                                      | Có ảnh hưởng sâu sắc đến các phương pháp luận của việc xây dựng hiệu quả các phần mềm tin cậy, đặt nền móng cho nhiều chuyên ngành hẹp của khoa học máy tính: lý thuyết phân tích ngữ pháp, ngữ nghĩa của các ngôn ngữ lập trình, tự động kiểm tra chương trình program verification, tự động tổng hợp chương trình, và phân tích giải thuật |
| 1979 | Kenneth E. Iverson                                   | Với những nỗ lực tiên phong trong ngôn ngữ lập trình và các ký pháp toán học tạo nên một lĩnh vực chuyên ngành máy tính mớilaf APL, cho những đóng góp của ông về thực hiện hệ tương tác, đào tạo sử dụng APL, và lý thuyết và ứng dụng ngôn ngữ lập trình |
| 1980 | C. Antony R. Hoare                                   | Cho những đóng góp cơ bản về thiết kế và định nghĩa ngôn ngữ lập trình. Ông cũng là tác giả của giải thuật sắp xếp nổi tiếng Quick sortvà ngôn ngữ CSP |
| 1981 | Edgar F. Codd                                        | Với những đóng góp nền tảng cho lý thuyết và vận dụng các hệ thống quản trị cơ sở dữ liệu, đặc biệt là cơ sở dữ liệu quan hệ |
| 1982 | Stephen A. Cook                                      | Góp phần thúc đẩy và mở rộng việc nhận thức về độ phức tạp tính toán |
| 1983 | Ken Thompson và Dennis M. Ritchie                    | Với việc phát triển lý thuyết hệ điều hành và đặc biệt là hệ điều hành UNIX |
| 1984 | Niklaus Wirth                                        | Cho việc phát triển các ngôn ngữ lập trình mới EULER, ALGOL-W, MODULA và PASCAL |
| 1985 | Richard M. Karp                                      | Với những đóng góp liên tục về lý thuyết lập trình bao gồm việc phát triển các giải thuật hiệu quả cho luồng mạng và các bài toán tối ưu tổ hợp, định ra khả năng tính toán thời gian đa thức và các khái niệm về hiệu quả giải thuật, và đóng góp nổi bật về lý thuyết NP-đầy đủ NP-completeness |
| 1986 | John Hopcroft và Robert Tarjan                       | Cho những đóng góp căn bản về phân tích thiết kế cấu trúc dữ liệu và giải thuật |
| 1987 | John Cocke                                           | Cho những đóng góp quan trọng trong việc thiết kế và lý thuyết hóa chương trình dịch, kiến trúc các hệ thống lớn và phát triển các tập lệnh đơn giản trong máy tính (RISC) |
| 1988 | Ivan Sutherland                                      | Cho việc tiên phong trong lĩnh vực đồ họa computer graphics, khởi đầu với chương trình Sketchpad |
| 1989 | William (Velvel) Kahan                               | Cho những đóng góp cơ bản về phân tích sốnumerical analysis. Một trong những chuyên gia đầu ngành về tính toán dấu phẩy động floating-point. |
| 1990 | Fernando J. Corbató                                  | Đi đầu trong việc tổ chức và dẫn dắt sự phát triển của các hệ thống máy tính mục đích chung, large-scale, chia sẻ thời gian và nguồn lực, CTSS vàMultics. |
| 1991 | Robin Milner                                         | Cho ba thành tựu quan trọng: 1) LCF, cơ chế hóa Logic Scott's of của hàm khả tính (Computable Functions), 2) ML, ngôn ngữ đầu tiên có tính đa hình type inference cùng với kiểu "an toàn" type-safe và cơ chế bắt ngoại lệ exception-handling; 3) Các hệ thống truyền thông giải tíchCCS, lý thuyết tông quát về tương tranh concurrency. Ông cũng đồng thời khái quát hóa full abstraction, nghiên cứu các mối quan hệ ngữ nghĩa thao tác. operational. |
| 1992 | Butler W. Lampson                                    | Cho những đóng góp cho việc phát triển môi trường tính toán cá nhân và phân tán. |
| 1993 | Juris Hartmanis và Richard E. Stearns                | Thiết lập nền tảng cho lý thuyết độ phức tạp tính toán. |
| 1994 | Edward Feigenbaum và Raj Reddy                       | Tiên phong trong việc xây dựng các hệ thống lớn về trí tuệ nhân tạo, chứng minh tầm quan trọng thực tiễn và khả năng thương mại của trí tuệ nhân tạo. |
| 1995 | Manuel Blum                                          | Ghi nhận cho những đóng góp cơ bản về lý thuyết độ phức tạp tính toán và các ứng dụng trong cryptography và program checking. |
| 1996 | Amir Pnueli                                          | Giới thiệu temporal logic vào khoa học máy tính và các hệ thống verification. |
| 1997 | Douglas Engelbart                                    | Đóng góp về tính toán tương tác |
| 1998 | Jim Gray                                             | Đóng góp về cơ sở dữ liệu và xử lý giao dịch |
| 1999 | Frederick P. Brooks, Jr.                             | Những đóng góp về kiến trúc máy tính, hệ điều hành và kỹ nghệ phần mềm. |
| 2000 | Andrew Chi-Chih Yao                                  | Đóng góp về lý thuyết tính toán, pseudorandom number generation, cryptography, và communication complexity. |
| 2001 | Ole-Johan Dahl và Kristen Nygaard                    | Những ý tưởng cơ bản về lập trình hướng đối tượng. |
| 2002 | Ronald L. Rivest, Adi Shamir và Leonard M. Adleman   | Những đóng góp về mã hóa khóa công khai public-key cryptography, RSA (mã hóa). |
| 2003 | Alan Kay                                             | Với các ý tưởng cội nguồn về các ngôn ngữ lập trình hướng đối tượng vàSmalltalk. |
| 2004 | Vinton G. Cerf và Robert E. Kahn                     | Đóng góp cho internetworking, bao gồm thiết kế và triển khai các giao thức Internet' TCP/IP. |
| 2005 | Peter Naur                                           | Với những đóng góp về thiết kế ngôn ngữ lập trình. |
| 2006 | Frances E. Allen                                     | Những đóng góp về lý thuyết và thực nghiệm tối ưu hóa các kỹ thuật chương trình dịch. |
| 2007 | Edmund M. Clarke, E. Allen Emerson và Joseph Sifakis | Phát triển kiểm tra mô hình Model-Checking. |
| 2008 | Barbara Liskov                                       | Những đóng góp cho cơ sở lý thuyết và thực tiễn của ngôn ngữ lập trình và thiết kế hệ thống, đặc biệt về trừu tượng hóa dữ liệu, khả năng chịu lỗi và tính toán phân tán |
| 2009 | Charles P. Thacker                                   | Tiên phong trong thiết kế và hiện thực Alto, mô hình máy tính cá nhân đầu tiên, và những đóng góp của ông với Ethernet và máy tính bảng cá nhân. |
| 2010 | Leslie G. Valiant                                    | Đóng góp cho theory of computation, bao gồm Học PAC, sự phức tạp của liệt kê và tính toán đại số(the complexity of enumeration and of algebraic computation), lý thuyết về tính toán song song và điện toán(he theory of parallel and distributed computing) |
| 2011 | Judea Pearl                                          | Đóng góp cho trí tuệ nhân tạo thông qua sự phát triển một phép toán về lý luận xác suất và nguyên nhân- kết quả |
| 2012 | Silvio Micali Shafi Goldwasser                       | |
| 2013 | Leslie Lamport                                       | |
| 2014 | Michael Stonebraker                                  | Cho những đóng góp cơ bản về khái niệm và thực tiễn của hệ thống cơ sở dữ liệu hiện đại |
| 2015 | Martin Hellman Whitfield Diffie                      | Vì những ý tưởng mật mã hóa khóa công khai và chữ ký số. |
| 2016 | Tim Berners-Lee                                      | Vì đã phát minh ra World Wide Web, trình duyệt web đầu tiên, các giao thức cơ bản và các thuật toán giúp cho Web mở rộng. |
| 2017 |                                                      | |
| 2018 | Geoffrey Hinton, Yoshua Bengio và Yann LeCun.        | Học sâu. |
| 2019 | Edwin Catmull Pat Hanrahan                           | những cải tiến trong Công nghệ mô phỏng hình ảnh bằng máy tính. |
| 2020 |                                                      | |